# جبال باكوسي
جبال باكوسي، هي سلسلة جبلية تقع في الكاميرون في إفريقيا، وتغطي مساحة حوالي 230 ألف كيلومتر مربع.

## الوصف
تقع الجبال في مناطق الساحل والجنوب الغربي من الكاميرون، أعلى قمة فيها هي جبل كوبي، على ارتفاع 2064 مترًا.
تحتوي على مساحة كبيرة من الغابات المطيرة، ولها أهمية بيئية كبيرة، كما تعتبر هذه الجبال موطن شعب الباكوسي في الكاميرون.

## المناخ
مناخ جبال باكوسي إستوائي، تهطل بها الأمطار على مدار العام، يبدأ موسم الأمطار في أبريل ويبلغ ذروته بين أواخر أغسطس ونهاية أكتوبر. التربة خصبة تزرع بها محاصيل القهوة والكاكاو.

## الأهمية
تحتوي الجبال على محمية غابات باكوسي، وهي محمية تبلغ مساحتها 5517 كيلومترا مربعًا، تم إنشاؤها عام 1956. وفي عام 2000، خصص قسم من المحمية غابة حماية. وحظرت جميع عمليات قطع الأشجار في المحمية وأصبحت منطقة محظورة.
وتحتوي محمية الغابات على منتزه باكوسي الوطني، الذي تم إنشاؤه في أوائل عام 2008 للحفاظ على التنوع النباتي.